# جيمس س. كونيل
جيمس س. كونيل (بالإنجليزية: James C. Connell)‏ هو قاضي ومحامي أمريكي، ولد في 20 سبتمبر 1897 في كليفلاند في الولايات المتحدة، وتوفي في 30 أكتوبر 1973.